# Rémi Waterhouse
Pour les articles homonymes, voir Waterhouse.
Rémi Waterhouse est un scénariste, adaptateur, dialoguiste et réalisateur français, né le 29 janvier 1956 et mort le 21 septembre 2014,,. Il est le petit-fils de Jacques-Bernard Brunius, écrivain, critique, scénariste, réalisateur et comédien, proche du mouvement surréaliste et du groupe Octobre (cf. Brunius de Jean-Pierre Pagliano, éd. L'Age d'homme, 1987).

## Biographie
La carrière de Rémi Waterhouse commence avec Yannick Bellon, qui est de sa famille, en apparaissant dans son film Jamais plus toujours (1976). Puis, il coécrit le scénario de La Triche (1983) de Yannick Bellon, mais aussi Les Enfants du désordre (1989), puis L'Affût (1991).
En 1994, il souhaite commencer sa carrière de réalisateur avec un scénario coécrit avec Éric Vicaut, médecin et coauteur de tous ses films. Le film s'appelle Ridicule. Le scénario, d'une grande qualité, est remarqué par plusieurs producteurs. Ces derniers comprennent vite qu'ils ne pourront jamais financer le film si Rémi Waterhouse, un inconnu, se trouve aux commandes, les chaînes de télévision et les distributeurs ne suivent pas.
C'est alors que Gilles Legrand et Frédéric Brillion, qui était à la tête d'une petite société de production indépendante, Epithète Films, lui proposent de produire le film, mais avec un autre réalisateur aux commandes, en échange de quoi ils lui garantissent de produire son prochain projet, avec un budget plus serré, et donc plus facile à financer pour un premier long métrage. Rémi Waterhouse accepte.
Ridicule est proposé à Patrice Leconte via Philippe Carcassonne. Epithète finance le film sans la moindre difficulté. Il est par la suite couronné par quatre Césars dont ceux du meilleur film et du meilleur réalisateur.
Rémi Waterhouse, qui avait déjà réalisé un premier court métrage, La Conquête des étages, signe alors son premier long métrage en qualité de réalisateur en 1999 avec Epithète Films à la production : Je règle mon pas sur le pas de mon père, avec Jean Yanne et Guillaume Canet.
Pour son deuxième film, Gilles Legrand propose à Rémi Waterhouse l'écriture d'un scénario sur les déboires des syndicats de copropriété. Mais les versions du scénario ne convainquent pas les producteurs et Waterhouse décide de proposer son film chez Magouric Productions. En 2002, sort Mille millièmes, portrait d'une copropriété parisienne, avec Jean-Pierre Darroussin et Patrick Chesnais.

## Filmographie
- 1974 : La femme de Jean de Yannick Bellon (collaboration au scénario et petit rôle)
- 1976 : Jamais plus toujours de Yannick Bellon (petit rôle)
- 1978 : L'amour violé de Yannick Bellon (petit rôle)
- 1984 : La Triche de Yannick Bellon (dialogues)
- 1986 : La conquête des étages (court-métrage, réalisation)
- 1987 : L'homme qui n'était pas là de René Ferret (scénariste)
- 1990 : Les Enfants du désordre de Yannick Bellon (scénario, adaptation et dialogue)
- 1992 : L'Affût de Yannick Bellon (scénariste)
- 1994 : Association de bienfaiteur de Jean-Daniel Verhaeghe (TV, mini-série en six épisodes)
- 1996 : Ridicule de Patrice Leconte (dialogues)
- 1997 : Avocat d'office (TV, épisode 'L'amour piégé" de Bernard Stora, scénario)
- 1999 : Je règle mon pas sur le pas de mon père (scénario et réalisation)
- 2001 : Absolument fabuleux de Gabriel Aghion (réalisation, dialogues, scénario et adaptation)
- 2002 : Mille Millièmes, fantaisie immobilière (réalisation et scénario)
- 2009 : Le dernier vol de Karim Dridi (collaboration au scénario)
- 2010 : La marquise des ombres d’Édouard Niermans (TV, scénario)
- 2013 : Manon Lescaut de Gabriel Aghion (TV, scénario et adaptation)